# Halfvolej

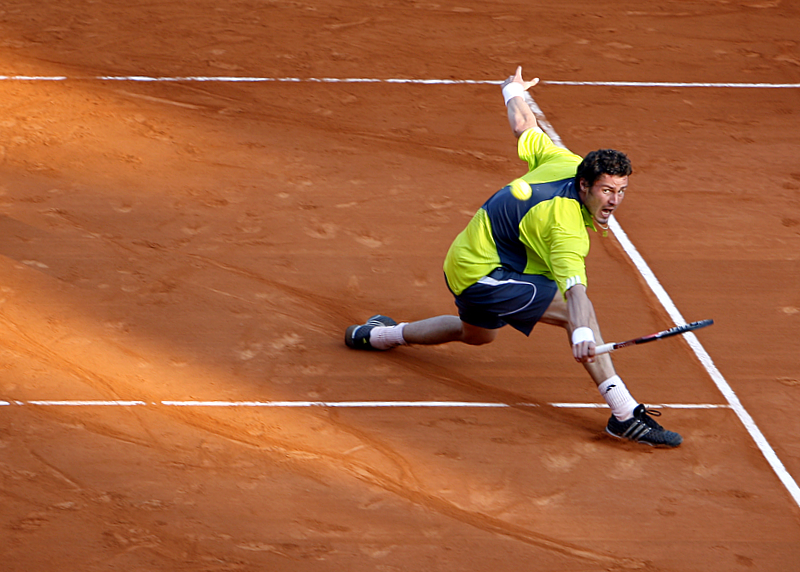
Bekhendový obranný halfvolej Marata Safina.

Halfvolej (anglicky: half volley) je jeden ze základních tenisových úderů. Patří mezi technicky náročnější. Hráč při něm zasahuje raketou míč bezprostředně po jeho odskoku od hrací plochy. 
Hráči usilují o zahrání míče buď ze základní čáry, anebo voleje po přechodu na síť. Pokud je však zastihne soupeřův úder v přechodové fázi, tak  jsou velmi často nuceni zahrát halfvolej v nepřipraveném tenisovém postavení. Nejčastěji je tento úder hrán v prostoru příčné čáry pole pro podání pod nohama hráče. Lze ho hrát jako útočný úder s následným naběhnutím na síť, nebo obranný, v defenzivě.  

## Mechanizmus úderu

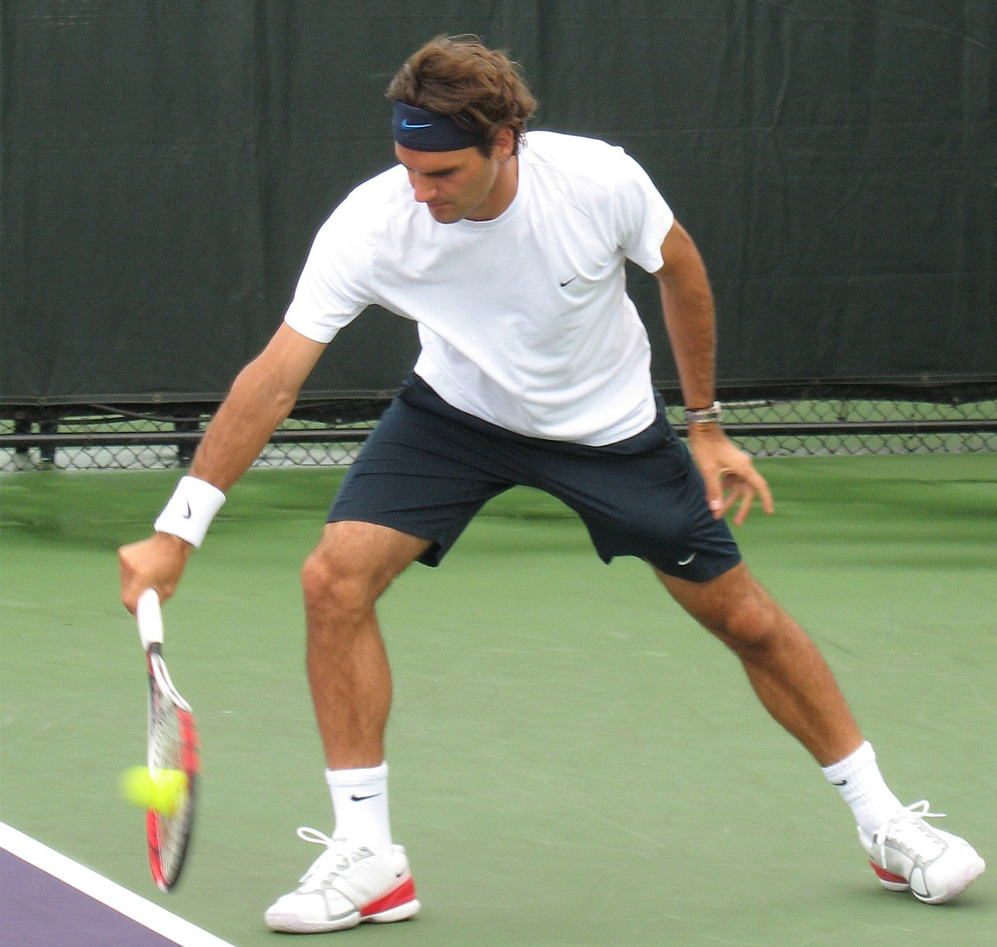
Bekhendový halfvolej na základní čáře v podání Rogera Federera.

### Od základní čáry
Mechanizmus provedení je v podstatě shodný s forhendem či bekhendem. Dolní oblouková smyčka je ale plošší, těžiště těla výrazně sníženo pokrčením nohou a raketa vykonává vodorovný pohyb dopředu, rovnoběžný s povrchem kurtu.

### Před sítí
Zde je nutné maximálně zkoordinovat pohyby. Nápřahový oblouk je významně kratší, nohy jsou opět silně pokrčené a hráč přenáší váhu těla směrem na přední nohu. Míč je hrán více vpředu, než od základní čáry (na úrovni přední nohy).

## Tenisté
Někteří hráči s ofenzivním stylem, například Pete Sampras, využívají tohoto úderu jako útočné zbraně.